# Johan Jönsson i Revinge
För andra betydelser, se Johan Jönsson (olika betydelser)
Johan Jönsson (i riksdagen kallad Jönsson i Revinge), född 20 december 1875 i Revinge, död där 28 juli 1938, var en svensk lantbrukare och politiker (liberal).
Johan Jönsson, som kom från en bondefamilj, var lantbrukare i Revinge och var även ledamot av Malmöhus läns landsting 1910–1922. Han var ledamot av Frisinnade landsföreningens förtroenderåd (motsvarande partistyrelse) 1910–1923 och därefter i förtroenderådet för Sveriges liberala parti.
Han var riksdagsledamot i andra kammaren från 1909 till den 8 april 1933. Han företrädde Torna härads valkrets 1909–1911, Malmöhus läns mellersta valkrets 1912–1921 och från 1922 för Malmöhus läns valkrets. Som kandidat för Frisinnade landsföreningen tillhörde han dess riksdagsparti Liberala samlingspartiet, och efter den liberala partisplittringen 1923 Liberala riksdagspartiet.
I riksdagen var han bland annat ledamot i statsutskottet 1918–1924 och 1926. Han var bland annat engagerad i jordbruks- och försvarsfrågor, och var även flitigt anlitad i olika statliga utredningar. Efter riksdagsperioden var han tillförordnad domänintendent i Malmöhus län från 1933 till sin död 1938.